# Галавант
«Галава́нт» (англ. Galavant) — американский телевизионный сериал, созданный Дэном Фогельманом, премьера которого состоялась на канале ABC 4 января 2015 года. Сериал заявлен как комедийный мюзикл, в то же время снятый в качестве получасового ситкома, музыку к которому пишет Алан Менкен. Сериал стартовал 4 января 2015 года в качестве замены для ушедшего на перерыв «Однажды в сказке». 12 мая 2016 года ABC закрыл сериал после двух сезонов.

## Сюжет
Сэр Галавант — прославленный рыцарь и герой Семи Королевств. Он жил беззаботной жизнью, греясь в лучах славы и почёта вместе со своей возлюбленной Мадаленой. Но однажды король Ричард, безжалостный и деспотичный тиран, похищает её, чтобы сделать своей женой. Галавант врывается в замок короля во время венчания и хочет, в соответствии с жанром, спасти Мадалену и вместе уехать прочь от денег и власти. Однако, Мадалена внезапно отвергает  его, выбирая деньги, славу и корону. Подавленного рыцаря вышвыривают из замка.
Проходит год. Пытаясь угодить Мадалене, которая, став королевой, проявила себя с настоящей стервозной стороны, Ричард захватывает соседнее королевство Валенсию. Угрожая принцессе Валенсии Изабелле смертью её родителей, он вынуждает её привести к нему Галаванта, чтобы наконец-то расквитаться с ним. Девушка находит рыцаря в затяжном запое и депрессии, он обмяк, растолстел и больше не геройствует. Однако Изабелле удается обмануть Галаванта, и он вместе с принцессой и своим оруженосцем Сидом охотно отправляется в Валенсию, чтобы спасти, как он думает, страдающую Мадалену. Троице предстоит множество приключений, в ходе которых Галавант поймет, что это значит - быть настоящим героем, а Изабелла найдет в рыцаре своего суженого. Тем временем королю Ричарду предстоит переосмыслить свои представления о правлении и жизни в целом, проявив себя не злодеем-узурпатором, а наивной и ранимой душой, стремящейся к истинной любви, подвигам и настоящей дружбе.

## Производство
В октябре 2013 года ABC заказал съемки пилотного эпизода, написанного Дэном Фогельманом при участии Алана Менкена и Гленна Слейтера в качестве композиторов. Идея создания гибрида мюзикла и ситкома пришла к Фогельману после съемки музыкального эпизода его ситкома «Соседи», а также успеху фэнтези ABC «Однажды в сказке». Проект описывался как эксперимент в совмещении Бродвейского мюзикла и голливудских технологий, в то же время оставаясь в получасовом формате ситкома.
Кастинг на основные роли начался вскоре после заказа пилотного эпизода. Винни Джонс стал первым актёром, утверждённым на роль в пилоте, 1 ноября 2013 года. 17 декабря было объявлено, что неизвестный в США британский актёр Джошуа Сасс будет играть заглавную роль, в то время как Мэллори Дженсен и Карен Дэвид присоединились к пилоту в основных женских ролях. 30 января 2014 года к проекту в роли злодея, короля Ричарда, присоединился Тимоти Омандсон.
Местом съёмки сериала была выбрана Великобритания, так как государство пообещало налоговые льготы для ABC Studios. 8 мая 2014 года ABC заказал съемки первого сезона сериала для трансляции в телесезоне 2014/15 годов. 7 мая 2015 года сериал был продлён на второй сезон.

## Актёры и персонажи

### Основной состав
- Джошуа Сасс — сэр Гэри Галавант
- Тимоти Омандсон — король Ричард
- Винни Джонс — Гарет
- Мэллори Дженсен — королева Мадалена
- Карен Дэвид — Изабелла, принцесса Валенсии
- Люк Янгблад — Сид

### Второстепенный состав
- Бен Пресли — шут Стив Маккензи
- Даррен Эванс — шеф Винченцо
- Стенли Тоунсенд — король Валенсии
- Женевьва Алленбери — королева Валенсии
- Хью Бонневилль — Питер-Мародёр, король пиратов
- Софи Макшера —  служанка Гвинни
- Странный Эл Янкович — главный монах
- Рутгер Хауэр — Кингсли
- Кемаль Дин Эллис — Гарри, принц Гортензии
- Клэр Фостер — Роберта Стейнгласс
- Роберт Линдси — Честер Вормвуд
- Мазз Кхан — Барри
- Энтони Хэд — отец Галаванта

## Эпизоды
| Сезоны | Сезоны | Эпизоды | Оригинальная дата показа | Оригинальная дата показа |
| Сезоны | Сезоны | Эпизоды | Премьера сезона          | Финал сезона             |
| ------ | ------ | ------- | ------------------------ | ------------------------ |
|        | 1      | 8       | 4 января 2015            | 25 января 2015           |
|        | 2      | 10      | 3 января 2016            | 21 января 2016           |

### Сезон 1 (2015)
| № общий | № в сезоне | Название                                         | Режиссёр         | Автор сценария                | Дата премьеры  | Произв. код | Зрители в США (млн) |
| ------- | ---------- | ------------------------------------------------ | ---------------- | ----------------------------- | -------------- | ----------- | ------------------- |
| 1       | 1          | «Pilot» «Пилот»                                  | Крис Кох         | Дэн Фогельман                 | 4 января 2015  | 101         | 7,42                |
| 2       | 2          | «Joust Friends» «Дружеский турнир»               | Крис Кох         | Дэн Фогельман                 | 4 января 2015  | 102         | 7,42                |
| 3       | 3          | «Two Balls» «Два бала»                           | Крис Кох         | Дэн Фогельман                 | 11 января 2015 | 103         | 4,11                |
| 4       | 4          | «Comedy Gold» «Отличная шутка»                   | Джон Фортенберри | Кэт Ликкел и Джон Хоберг      | 11 января 2015 | 104         | 4,11                |
| 5       | 5          | «Completely Mad...Alena» «Типичная Мадалена»     | Джон Фортенберри | Кейси Джонсон и Дэвид Виндзор | 18 января 2015 | 105         | 3,42                |
| 6       | 6          | «Dungeons and Dragon Lady» «Леди из подземелий»  | Джеймс Гриффитс  | Киркер Батлер                 | 18 января 2015 | 106         | 3,42                |
| 7       | 7          | «My Cousin Izzy» «Моя кузина Иззи»               | Крис Кох         | Скотт Вингер                  | 25 января 2015 | 107         | 4,37                |
| 8       | 8          | «It's All in the Executions» «Всё дело в казнях» | Крис Кох         | Кристин Ньюман                | 25 января 2015 | 108         | 4,37                |

### Сезон 2 (2016)
| № общий | № в сезоне | Название                                                                                  | Режиссёр         | Автор сценария           | Дата премьеры  | Произв. код | Зрители в США (млн) |
| ------- | ---------- | ----------------------------------------------------------------------------------------- | ---------------- | ------------------------ | -------------- | ----------- | ------------------- |
| 9       | 1          | «A New Season aka Suck It Cancellation Bear» «Новый сезон или выкуси, закрытие»           | Джон Фортенберри | Дэн Фогельман            | 3 января 2016  | 201         | 3,20                |
| 10      | 2          | «World's Best Kiss» «Лучший поцелуй в мире»                                               | Джон Фортенберри | Кэт Ликкел и Джон Хоберг | 3 января 2016  | 202         | 3,20                |
| 11      | 3          | «Aw, Hell, the King» «Вот чёрт, король»                                                   | Джон Фортенберри | Кэт Ликкел и Джон Хоберг | 10 января 2016 | 203         | 2,41                |
| 12      | 4          | «Bewitched, Bothered, and Belittled» «Заколдованная, заскучавшая и униженная»             | Деклан Лоуни     | Мэгги Бандур             | 10 января 2016 | 204         | 2,41                |
| 13      | 5          | «Giants vs. Dwarves» «Великаны и гномы»                                                   | Деклан Лоуни     | Дэн Копельман            | 17 января 2016 | 205         | 2,32                |
| 14      | 6          | «About Last Knight» «О последнем рыцаре»                                                  | Пол Мёрфи        | Скотт Уайнгер            | 17 января 2016 | 206         | 2,32                |
| 15      | 7          | «Love and Death» «Любовь и смерть»                                                        | Пол Мёрфи        | Робин Шорр               | 24 января 2016 | 207         | 2,10                |
| 16      | 8          | «Do the D'DEW» «Делай Ч’ЧУМ»                                                              | Крис Кох         | Джереми Холл             | 24 января 2016 | 208         | 2,10                |
| 17      | 9          | «Battle of the Three Armies» «Битва трёх армий»                                           | Джон Фортенберри | Рик Вайнер и Кенни Шварц | 31 января 2016 | 209         | 2,15                |
| 18      | 10         | «The One True King (To Unite Them All)» «Один истинный король (чтобы объединить их всех)» | Джон Фортенберри | Рик Вайнер и Кенни Шварц | 31 января 2016 | 210         | 2,15                |